# عکاسی بی‌هوا

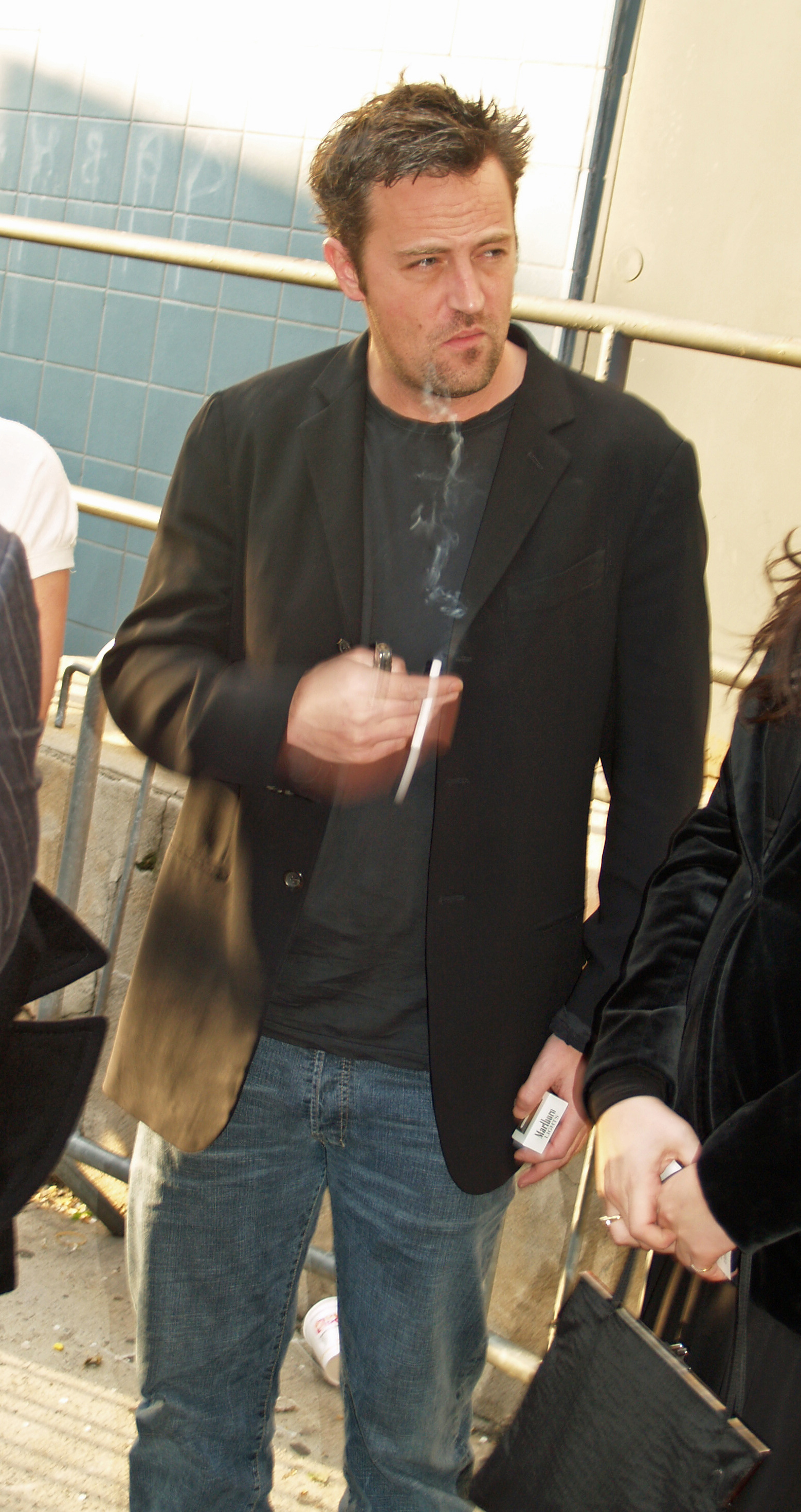
عکس بی‌پرده از متیو پری در جشنواره فیلم ترایبکا

عکاسی بی‌هوا (به انگلیسی: Candid photography) عکسی است که به‌طور غیررسمی و بدون اطلاع سوژه از آن گرفته شود، بدون آنکه شخص ژست و حالت خاصی گرفته باشد. عکاسی بی هوا زیر مجموعه ای از عکاسی پرتره خیابانی یا فضای باز است که خود زیر مجموعهٔ شاخه عکاسی پرتره می‌باشد.